# Dendropsophus minusculus
La ranita minúscula (Dendropsophus minusculus) es una especie de anfibios de la familia Hylidae.
Habita en Colombia, Guayana Francesa, Guayana, Surinam, Trinidad y Tobago y Venezuela.
Sus hábitats naturales incluyen bosques tropicales o subtropicales secos y a baja altitud, sabanas secas y húmedas, praderas parcialmente inundadas, marismas de agua dulce, corrientes intermitentes de agua, tierra arable, jardines rurales, zonas previamente boscosas ahora muy degradadas y estanques.